# گائو سونگ (بازیکن بسکتبال)
گائو سونگ (انگلیسی: Gao Song؛ زادهٔ ۱۶ آوریل ۱۹۹۲) بازیکن بسکتبال زن اهل چین است.
وی در مسابقات کشوری و بین‌المللی در مجموع برندهٔ ۳ مدال طلا، ۱ مدال برنز شده‌است.